# 1644 Рафіта
1644 Рафіта (1644 Rafita) — астероїд головного поясу, відкритий 16 грудня 1935 року.
Тіссеранів параметр щодо Юпітера — 3,415.